# Faisal I
Fàysal ibn al-Hussayn ibn Alí al-Haiximí, conegut com a Fàysal I o Faisal I (àrab: فيصل بن حسين, Fayṣal ibn Ḥusayn) (Taïf, 20 de maig de 1883 - Suïssa, 8 de setembre de 1933) fou rei de la Gran Síria i després rei d'Iraq (1921-1933) de la dinastia haiximita, fill (tercer) del xerif haiximita de la Meca i després rei de Hijaz Hussein ibn Ali.

## Biografia
De jove va viure al desert i als oasis. El 1891 va acompanyar el seu pare a Istanbul i s'hi va quedar durant 18 anys. El 1905 es va casar amb la seva cosina Hazima. Va tornar a la Meca el 1909. El 1912-1913 va participar en dues campanyes contra els idríssides de Sabya. El 1913 va representar Jeddah al parlament de l'Imperi Otomà.
El 1915 va començar a estar contra els otomans per la repressió a Síria. El 1916 va dirigir una delegació que va anar a Istanbul i va passar per Damasc dues vegades i es va unir als nacionalistes àrabs. Iniciada la Revolta Àrab amb l'ajut de T.E. Lawrence va dirigir-la durant dos anys amb el suport als britànics. Va entrar a Medina després d'un llarg setge derrotant el seu defensor Fakhri Paixà. La revolta va avançar cap a Síria i va entrar a Damasc (evacuada pels otomans el 30 de setembre de 1918) el dia 1 d'octubre de 1918 junt amb altres forces aliades. El 3 de gener de 1919 va signar un acord de cooperació amb Chaim Weizmann, president de l'Organització Sionista Mundial, per la cooperació dels dos pobles i va donar suport a l'anomenada Declaració Balfour de 1917 sobre l'establiment d'una llar nacional jueva a Palestina.
El 1919 va dirigir la delegació àrab a la conferència de pau de París i va reclamar l'establiment d'un emirat àrab per tots els territoris d'aquesta nació que havien estat sota domini otomà. El maig de 1919 es van celebrar eleccions per un congrés nacional sirià, que el juny va rebutjar els acords de les potències (Conferència de París) sobre els mandats. El 19 de desembre de 1919 es va constituir un govern nacional sirià a Damasc, i el 7 de març de 1920 el congrés nacional va proclamar la independència i va elegir Faisal com a rei.
L'abril de 1920 el tractat de San Remo va confiar el mandat de Síria a França, cosa que va caure molt malament a Damasc i a tot Síria. El 10 de juliol el congrés nacional va proclamar l'estat de setge i va establir el reclutament obligatori. El 14 de juliol del 1920, el general Gouraud, alt comissari francès va dirigir un ultimàtum a Faisal, que va haver d'acceptar. L'agitació popular va augmentar. El 20 de juliol de 1920 l'exèrcit àrab dispersà una manifestació popular mentre tropes franceses foren enviades al país per aplicar els acords. El 24 de juliol els francesos van derrotar els àrabs a la batalla de Maysalun i el 25 de juliol els francesos van entrar a Damasc; Faisal va sortir del país i va anar a la Gran Bretanya (agost del 1920) i el comissari francès va ocupar el poder i va iniciar el mandat.

## Rei d'Iraq

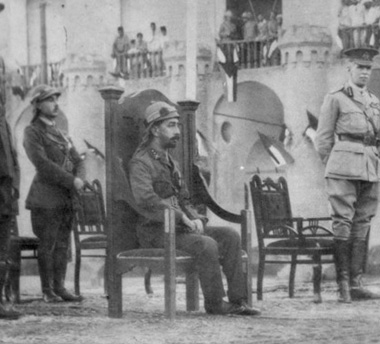
Coronació

Faisal tenia el suport dels britànics i a la conferència del Caire (març de 1921) van decidir que era un bon candidat pel tron de l'Iraq, on no obstant no gaudia de cap suport però tampoc tenia cap oposició, i després d'un plebiscit amb el 96% a favor fou finalment elegit rei de l'Iraq (23 d'agost del 1921).
Durant els seus anys com a rei va tenir un paper moderador entre les exigències britàniques i el patriotisme nacional. El nomenament del sirià Sati al-Husri (el seu antic ministre d'educació a Damasc) com a director del ministeri d'Educació (ja que era partidari d'una unió Síria-Iraq), va crear oposició dins el país contra sirians i libanesos. Va provar d'imposar el servei militar universal i obligatori però no ho va aconseguir. El 1925 després de la revolta dels drusos a Síria, va aconsellar als francesos restablir el seu govern a Síria, però no fou escoltat. El tractat anglo-iraquià de 1930 que donava certa independència a l'Iraq però mantenia el control britànic, no fou del tot al seu gust però si va agradar als nacionalistes iraquians que el veien com un pas cap a la independència. Nominalment el 1932 Iraq va accedir a la independència i el rei va fer admetre a l'Iraq a la Societat de Nacions.
El juliol de 1933 va visitar Londres. Va morir el 8 de setembre de 1933 d'un atac de cor quan era a Suïssa. El va succeir el seu fill Ghazi I.

## Matrimoni i fills
Faisal estava casat amb Huzaima bint Nasser i va tenir un fill i tres filles:
- Princesa Azza bint Faisal
- Princesa Rajiha bint Faisal
- Princesa Raifia bint Faisal
- Ghazi I nascut el 1912

## Primers ministres
- 11 novembre 1920 (provisional) - 20 novembre 1922 Saiyid Abdul Rahman al-Haydari al-Gaylani
- 20 novembre 1922 - 22 novembre 1923 Abdul Muhsin Bey al-Saadun, militar
- 22 novembre 1923 - 2 agost 1924 Jaafar Pasha al-Askari, militar
- 2 agost 1924 - 26 juny 1925 Yasin Pasha al-Hashimi, militar i Shab[1]
- 26 juny 1925 - 21 novembre 1926 Abdul Muhsin Bey al-Saadun, militar i Taq[2]
- 21 novembre 1926 - 11 gener 1928 Jaafar Pasha al-Askari, militar i Ahd[3]
- 11 gener 1928 - 28 abril 1929 Abdul Muhsin Bey al-Saadun, militar i Taq
- 28 abril 1929 - 19 setembre 1929 Sulayman Tawfiq Bey al-Suwaidi
- 19 setembre 1929 - 13 novembre 1929 Abdul Muhsin Bey al-Saadun
- 18 novembre 1929 - 23 març 1930 Ibrahim Naji Bey al-Suwaidi
- 23 març 1930 - 3 novembre 1932 Nuri Pasha as-Said Militar i Ahd
- 3 novembre 1932 - 20 març 1933 Naji Shaukat Bey
- 20 març 1933 - 9 novembre 1933 Rashid Ali al-Gaylani, HIW[4]